# Patrick Ekwall
Patrick Ekwall, född 16 juli 1965 i Landskrona, är en svensk sportjournalist. Han var mellan 1994 och 2016 verksam på TV4:s sportredaktion; sedan 2017 är han verksam på Kanal 5.
År 2017 blev Ekwall ambassadör för LeoVegas Sport och anlitades av Discovery Sports Network (Kanal 5, Kanal 9, Eurosport). Han producerade "Ekwall Show" i 20 program, en pratshow om sport där han själv var programledare. Programmet sändes på Eurosport 1.

## Biografi

### Tidiga år
Ekwall bodde en kort tid i Landskrona innan föräldrarna skilde sig och han flyttade till Malmö med sin mor. Där växte han upp i stadsdelen Lindängen (Vårsången). Fadern var inte närvarande efter skilsmässan, och hans mor försörjde ensam tre barn. Ekwall inledde sin sportjournalistkarriär redan som 16-åring, då han började jobba för tidningen Kvällsposten. Först var han redigerare, men sedermera även skribent på sportsidorna. Han var kvar på Kvällsposten i tio år och blev därefter frilansare. Under en period skrev han för tidningen Arbetet.

### TV-karriär
År 1993 blev Ekwall anställd av TV4:s lokala fönster "TV-Skåne", där han var sportchef och programledare för Sveriges första dagliga lokala nyhetsprogram med enbart sport, Skåne-Sporten. Ett år senare värvades Ekwall till TV4:s nystartade dagliga sportsändningar, där han ingick i en grupp med bland andra Peter Jihde, Robert Perlskog, Artur Ringart, Jens Tolgraven och Peter Eng. Han bevakade inledningsvis friidrott, men övergick sedan till att vara kanalens krönikör. Som krönikör ger Ekwall sin syn på aktuella sporthändelser, såväl i TV4:s dagliga sportsändningar som i sin blogg på fotbollskanalen.se, som startades 2005.
Ekwall har framför allt bevakat fotboll för TV4 (alla stora mästerskap), men även handbollsmästerskap samt en hel del friidrott. Han har producerat ett antal sportdokumentärer samt varit programledare för bland annat Fotbollskanalen Europa, Exklusivt Ekwall och Ekwall vs Lundh. Han har även varit krönikör för Sporten.
Patrick Ekwall är sedan 1996 ansvarig för TV-laget i fotboll. År 2007 deltog Ekwall i danstävlingsprogrammet Let's Dance, där han tävlade med Carin da Silva. Han har sedan 2011 det egna klädmärket Difficult By P. 2012 släppte Ekwall bloggsamlingen "Svår, svårare Ekwall" i bokform och sedan 2013 gör han podcasten "Pådden" tillsammans med Expressens Mats Olsson. År 2017 startade han den dagliga podcasten "Tilläggstid", en podcast om fotboll, tillsammans med Viasats Claes Andersson samt utgav den självbiografiska boken Vill du så kan du: 35 år i sportjournalistikens tjänst.

### Privatliv
Ekwall var från 2017 gift med Hannah Ekwall (1982–2021) som dog i bröstcancer. I äktenskapet föddes en dotter.